# 한영주
한영주(1973년 6월 11일 ~ )은 대한민국의 가수이다.
현재 거주지는 서울특별시이다.

## 학력
- 부산경상대학교 방송연예학과 졸업

## 데뷔
- 2002년 1집 앨범 "정 정 정"

## 음반
- 1995년 오하라 1집 춤의 파라다이스
- 2002년 2집 정 정 정
- 2012년 3집 우리 사랑 브라보/부메랑 같은 사랑/별거있나
- 2017년 디지털 싱글 부자 되세요
- 2017년 4집 백점만점/선물/이별 아닌 이별
- 2022년 MBC드라마 비밀의 집OST Good bye

## 수상
- 2011년 제18회 대한민국연예예술상 여자성인가요 신인상
- 1993년 전국노래자랑 경남 산청군편 최우수상